# Quercus oleoides
Quercus oleoides — вид рослин з родини букових (Fagaceae); поширений в Америці від Мексики до Коста-Рики.

## Опис
Це повільноросле дерево, 8–30 м у висоту зі стовбуром 50–70 см у діаметрі; іноді кущ заввишки 1–3 м. Крона щільна, розгалужена. Кора темно-сіро-коричнева, товста, шорстка. Гілочки спочатку щільно-зірчасто-запушені, стають голими, жовтуватими, з блідими непомітними сочевичками. Листки еліптичні або ромбічні, від обернено-яйцюватих до обернено-ланцетних, 4–11 × 2–5 см, шкірясті; основа ослаблена, іноді трохи клиноподібна; верхівка округла або тупа, рідко гостра; край потовщений, злегка вигнутий, цілий або іноді з 1–4 парами зубців у верхівковій половині (листки молодих рослин, ймовірно, зубчасті трохи вище основи); верх сірувато-зелений, трохи блискучий, голий або з рідкісними зірчастими трихомами; низ жовтувато-сірий, густо вкритий зірчастими, пригніченими, короткими трихомами; ніжка листка жовтувата, запушена, завдовжки 4–12 мм. Цвітіння: травень; тичинкові сережки голі, довжиною 2–4 см; маточкові сережки 2–4 см, 2–3-квіткові. Жолудів 1–2, однорічні, з вересня по грудень, сидячі або на ніжці 1–4 см; горіх широко еліптичний, 1.5–2.5 × 1–1.2 см, блискучий темно-коричневий у зрілому віці (блідо-зелений у молодому віці), безволосий; чашечка діаметром 1–1.5 см, укриває 1/3 горіха.
Період цвітіння: березень — липень. Дає зрілі плоди в червні — липні в південних районах ареалу Центральної Америки, а в жовтні — у найпівнічніших популяціях. Дерева дуже повільно ростуть і мають дуже довгий життєвий цикл, коли дерева досягають стадії розмноження, вони дають плоди лише з періодичністю від п'яти до десяти років.

## Середовище проживання
Країни поширення: Беліз, Гватемала, Гондурас, Коста-Рика, південна і східна Мексика.
Як правило, є панівним видом у низовинних неотропічних дубових лісах; росте на висотах 0–1400 м.

## Використання
Деревина Q. oleoides використовується для дров і вугілля.

## Загрози
Місце проживання Q. oleoides зазнало серйозної загрози та фрагментації внаслідок вирубки лісів для сільськогосподарського використання та вирубки. Цей дуб дуже повільно росте, що дещо ускладнює відновлення в природних середовищах існування. Комахи пошкоджують жолуді для їжі. Крім того, цьому дереву загрожує хижацтво ссавців. На відміну від інших дубів, ссавці діють лише як хижаки жолудів Q. oleoides, а не розсіювачі.